# Santa Maria de l'Aguda
Santa Maria de l'Aguda és una capella romànica del municipi de Torà, a la comarca del Solsonès. És un monument protegit i inventariat dins el Patrimoni Arquitectònic Català

## Situació
Es troba dalt de la muntanya de l'Aguda, molt a prop del seu cim, sota les restes del castell, en el que fou el nucli habitat del mateix nom. Per pujar-hi cal agafar la pista asfaltada que surt del km 22,2 (41° 49′ 1″ N, 1° 23′ 30″ E / 41.81694°N,1.39167°E) de la carretera C-1412a (de Ponts a Jorba), enfront de la masia de Can Birrot. S'hi arriba en 2 km.

## Descripció

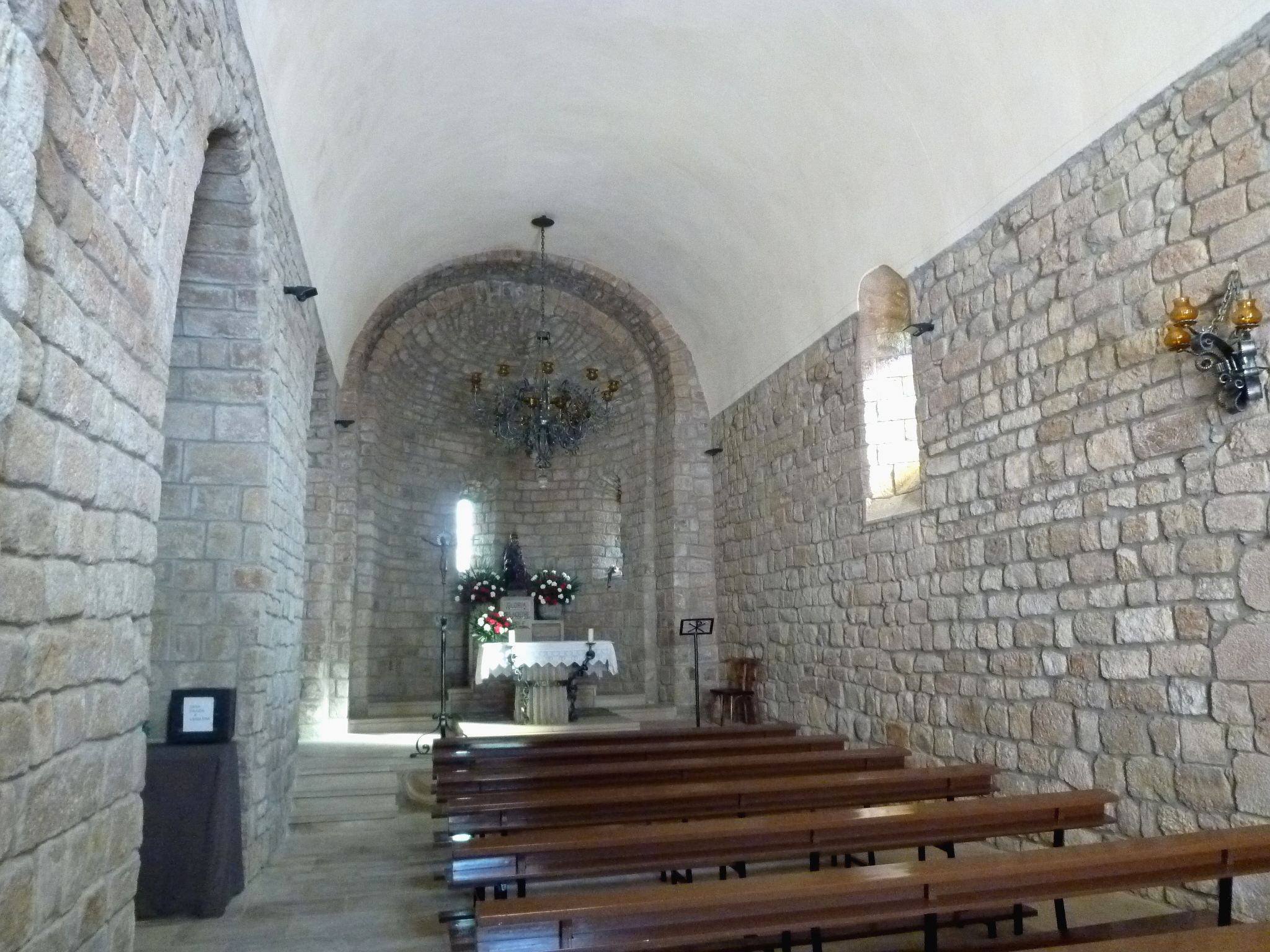
Interior de l'església

Església- Santuari romànica d'un alt interès. És de planta rectangular i consta d'una sola nau coberta amb volta de canó. Posseeix un absis semicircular important on podem apreciar bandes llombardes i una sanefa d'arcuacions cegues, així com una espitllera a l'E i una altra a SE. S'accedeix a l'edifici a través d'una porta moderna amb llinda al mur de ponent, damunt la qual apareix un arc de mig punt dovellat i damunt una finestra quadrangular amb llinda. Aquesta porta queda pràcticament enganxada a la torre del campanar, que es va construir en època moderna i està adossada al mur de ponent. Aquesta torre de campanar és de planta rectangular, coberta amb teulada a dues aigües i presenta dues obertures d'arc escarser que miren al S i una que mira a l'O. Podem accedir a la torre del campanar a través d'unes escales metàl·liques que envaeixen la façana N de la torre. El parament de l'església està constituït per filades de petits carreus regulars i està coberta amb un teulat a dues aigües. Per acabar destacar la presència d'un cementiri adherit al mur de tramuntana que pren molt protagonisme en la primera visió que es té del santuari quan s'arriba per la pista de l'Aguda. Pica baptismal esculpida en una sola peça de pedra. És bastant tosca i pesada, ja que el peu li dona poca esveltesa. Està decorada amb una mena de lòbuls i arcuacions i també amb una sanefa senzilla i geomètrica a la part superior de la copa. L'interior té forma semiesfèrica.

## Notícies històriques

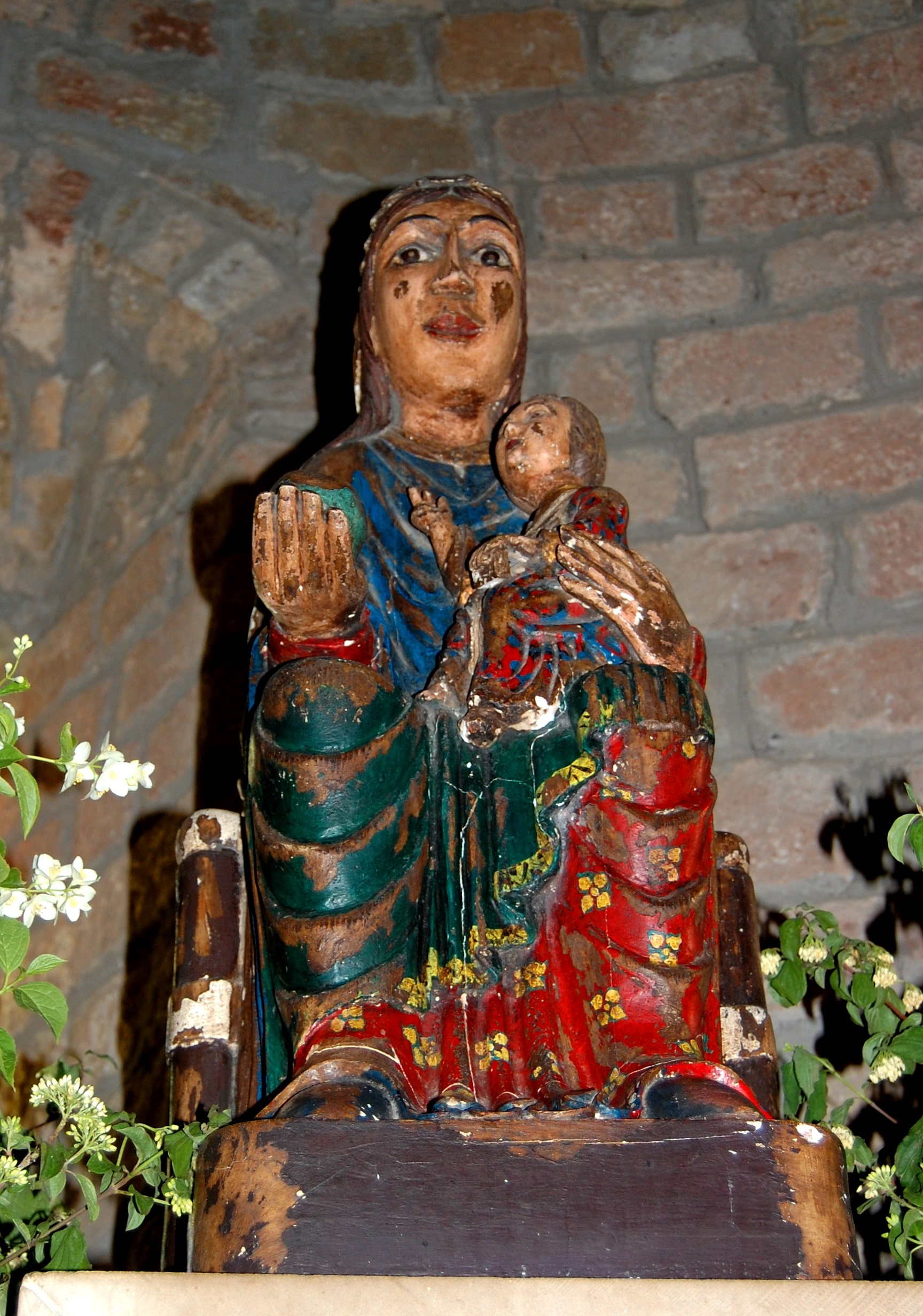
Imatge actual de la Verge

Les primeres dades històriques del lloc de l'Aguda ens parlen del castell del qual en queden les restes de dues torres, ara d'uns dos metres d'alçada. La darrera que quedava caigué el 1907 sobre l'església. L'Aguda i Torà, sempre formant una unitat, són esmentats en documents dels anys 1024 i 1034 com a límits de Guissona i Fontanet. Pels volts de 1050 era senyor del lloc Ramon Miró d'Aguda, cunyat d'Amat Elderic d'Orís, el primer senescal de la casa comtal de Barcelona. La parròquia de l'Aguda tenia inicialment com a centre l'església de Sant Salvador, situada a uns tres-cents metres vers llevant del Santuari i nucli habitat de l'Aguda. Aquesta capella, ara solitària, és un edifici romànic de pedra gran amb una nau, absis i porta al mur de migdia, que correspon a l'edifici que fou consagrat el 22 de febrer de 1190 pel bisbe d'Urgell, amb assistència dels Cervera, aleshores senyors del lloc.